# Ратнапура
Ратнапура (Ratnapura, синг. රත්නපුර; там. இரத்தினபுரி) — город на юго-западе Шри-Ланки, у подножия горы Адамов Пик, административный центр провинции Сабарагамува и одноимённого округа Ратнапура этой провинции.
Население около 48 тыс. чел.(2002).
Торгово-транспортный центр в районе насаждений каучуконосов и плантаций чая и гевеи. Связан железной и автомобильной дорогами с Коломбо и Бадуллой.
Ратнапура знаменита драгоценными камнями. Здесь со времён средневековья добываются такие камни, как «кошачий глаз», аквамарины, аметисты, сапфиры. Самый большой сапфир весом более 400 карат «Голубая красавица Азии» был найден вблизи Ратнапуры. Также вблизи города — добыча графита. Вблизи Ратнапуры находится священный для индуистов и буддистов храм Маха Саман Девал.